# Le Rozel
Le Rozel è un comune francese di 293 abitanti situato nel dipartimento della Manica nella regione della Normandia.

## Società

### Evoluzione demografica
Abitanti censiti